# Gary Merrill
Gary Fred Merrill (Hartford, 2 augustus 1915 – Falmouth, 5 maart 1990) was een Amerikaans acteur. Hij speelde in meer dan vijftig films en een aantal televisieseries.

## Biografie

### Carrière
Merrill werd geboren in Hartford, waar hij naar Bowdoin College in Brunswick ging. Zijn eerste acteerwerk was op het toneel, in het toneelstuk Winged Victory in 1944, toen hij nog in de luchtmacht diende. Voordat hij daadwerkelijk in films te zien was, werkte hij eerst, dankzij zijn zware stem, als stemacteur voor de radioserie Superman. Zijn filmcarrière begon hoopvol, met films als Twelve O'Clock High (1949) en All About Eve (1950), maar het bleef meestal bij ondersteunende rollen in westerns, oorlogsfilms en medische drama's. Pas toen hij begon met televisieseries groeide hij verder naar andere genres, waaronder de misdaadserie Justice, Then Came Bronson en The Reporter.

### Persoonlijke situatie
Merrill trouwde in 1941 met Barbara Leeds, een huwelijk dat negen jaar later eindigde in een echtscheiding. Vrijwel meteen hierna trouwde hij met Bette Davis, zijn collega in All About Eve, en adopteerde hij Davis' oudste dochter Barbara uit een vorig huwelijk. Daarna adopteerde het echtpaar nog twee kinderen, maar in 1960 kwam het tot een bittere echtscheiding.
Na 1980 trok Merrill zich grotendeels terug uit de amusementswereld. Vlak voor zijn overlijden publiceerde hij in 1989 zijn autobiografie Bette, Rita and the Rest of My Life.
Merrill overleed een jaar later aan longkanker. Hij is begraven op het Pine Grove Cemetery in Falmouth.

## Filmografie

### Films
- Winged Victory (1944)
- Slattery's Hurricane (1949)
- Twelve O'Clock High (1949)
- Mother Didn't Tell Me (1950)
- Where the Sidewalk Ends (1950)
- All About Eve (1950)
- The Frogmen (1951)
- Decision Before Dawn (1951)
- Another Man's Poison (1952)
- Phone Call from a Stranger (1952)
- The Girl in White (1952)
- Night Without Sleep (1952)
- A Blueprint for Murder (1953)
- Witness to Murder (1954)
- The Black Dakotas (1954)
- The Human Jungle (1954)
- Navy Wife (1956)
- Bermuda Affair (1956)
- The Missouri Traveler (1958)
- Crash Landing (1958)
- The Wonderful Country (1959)
- The Savage Eye (1960)
- The Great Impostor (1961)
- The Pleasure of His Company (1961)
- Mysterious Island (1961)
- A Girl Named Tamiko (1963)
- The Searching Eye (1964)
- Catacombs (1965)
- Ride Beyond Vengeance (1966)
- Destination Inner Space (1966)
- Clambake (1967)
- The Incident (1967)
- The Last Challenge (1967)
- The Secret of the Sacred Forest (1970)
- The Power (1968)
- Più tardi, Claire, più tardi (1968)
- Amarsi male (1969)
- Huckleberry Finn (1974)
- Thieves (1977)

### Televisie
Merrill speelde in televisieseries in de periode 1953-1980. Het merendeel van zijn optredens betreft gastoptredens. Hij speelde in de volgende series: The 20th Century-Fox Hour, Wagon Train, Studio 57, Studio One, Playhouse 90, Alcoa Theatre, Rawhide, Laramie, Sam Benedict, Alfred Hitchcock Presents, Zane Grey Theater, The Twilight Zone, General Electric Theater, Ben Casey, Combat!, The Outer Limits, Bob Hope Presents the Chrysler Theatre, Voyage to the Bottom of the Sea, The Time Tunnel, Marcus Welby, M.D., Medical Center, Kung Fu en Cannon.